# Élections municipales françaises de 1935
Les élections municipales françaises de 1935 se déroulent les 5 et 12 mai 1935, à l'époque de la Troisième République, fondée en 1870.
Ce sont les dernières élections municipales avant la Seconde Guerre mondiale. Les suivantes auront lieu en 1945. 
Les maires élus en 1935 seront soit maintenus par le régime de Vichy, soit révoqués et remplacés par un maire nommé par le gouvernement ou par le préfet du département.

## Contexte
L'année 1935 est marquée par la crise économique (Grande Dépression), politique (antiparlementarisme d'extrême droite et formation du Front populaire). Le Parti radical (Herriot, Daladier), parti essentiel dans la vie politique française, est tiraillé entre les partisans du Front populaire (qui inclut le Parti communiste) et les partisans du maintien de l'alliance avec la droite modérée, tendance qui prévaut encore à ce moment.
Le gouvernement français est alors dirigé par Pierre-Étienne Flandin, président du Conseil depuis le 8 novembre 1934 et jusqu'au 1er juin 1935, de l'Alliance démocratique, parti de centre droit allié aux radicaux (Édouard Herriot), aux radicaux indépendants (André Mallarmé) et à la Fédération républicaine (Louis Marin). Ce gouvernement (Flandin I) inclut d'autres personnalités notables, comme Pierre Laval et Georges Mandel, tous deux classés divers droite, mais n'appartenant à aucune formation.

## Résultats nationaux (communes de plus de 5000 habitants)
Ces élections municipales sont favorables à la gauche, SFIO et Parti communiste, qui connait une progression notable dans les grandes communes.
Résultat des communes de plus de 5 000 habitants et évolution par rapport aux précédentes municipales  : 
- Parti communiste français et communistes dissidents[Qui ?] : 90 (+43)
- Parti d'unité prolétarienne : 1 (-1)
- Section française de l'Internationale ouvrière : 169 (-6)
- Socialistes indépendants[Qui ?] : 3 (-2)
- Socialistes de France (Marcel Déat) : 15 (+2)
- Parti républicain-socialiste : 33 (-9)
- Parti républicain, radical et radical-socialiste 222 (-4)
- Radicaux indépendants : 51 (-4)
- Alliance Démocratique (républicains de gauche) : 146 (-11)
- Parti démocrate populaire : 9 (=)
- Fédération républicaine : 103 (-11)
- Divers droite : 10 (+1)

- Divers 6 (+5)

## Résultats dans les grandes villes

### Bobigny
Résultats
- Premier tour

|                     | Liste                            | Résultats |
| Jean-Marie Clamamus | Bloc ouvrier et paysan (PC-SFIC) | 71,1 %    |
|                     | SFIO                             | 9,2 %     |
|                     | Liste des droites                | 19,6 %    |

### Le Havre
| Tête de liste                                           | Tête de liste        | Liste   | Premier tour | Second tour | Sièges |
| Tête de liste                                           | Tête de liste        | Liste   | %            | %           | CM     |
| ------------------------------------------------------- | -------------------- | ------- | ------------ | ----------- | ------ |
|                                                         | Léon Meyer           | PRRRS   | 51,15        | 50,74       | 36     |
| Liste Léon Meyer                                        |                      |         | 51,15        | 50,74       | 36     |
|                                                         | Robert le Chevallier |         | 28,02        | 30,17       | 0      |
| Liste Républicaine d'Action Municipale                  |                      |         | 28,02        | 30,17       | 0      |
|                                                         | Darius Le Corre      | PC-SFIC | 13,61        | 19,09       | 0      |
| Liste communiste                                        |                      |         | 13,61        | 19,09       | 0      |
|                                                         | Charles Mettler      | SFIO    | 5,79         |             |        |
| Liste socialiste                                        |                      |         | 5,79         |             |        |
|                                                         | André Amiable        | PRS     | 1,42         |             |        |
| Liste du Parti Républicain Radical et de Progrès Social |                      |         | 1,42         |             |        |

### Lille
Résultats
- Premier tour

|                | Liste              | Nombre de voix | Résultats |           |
|                | PC-SFIC            | 5 125          | 12,33 %   | Retiré    |
| Roger Salengro | SFIO               | 17 828         | 42,92 %   | Ballotage |
|                | PRRRS              | 3 311          | 7,97 %    | Fusion    |
|                | Union de la Droite | 15 268         | 36,76 %   | Ballotage |

- Second tour

|                | Liste                                    | Nombre de voix | Résultats | Sièges |
| Roger Salengro | Liste du Cartel des gauches (SFIO-PRRRS) |                | 57,0 %    | 35     |
|                | Union de la Droite                       |                | 43,0 %    |        |

### Nanterre
Maire sortant : Fernand Croy (conservateur) 1919-1935
Résultats
- Premier tour

|                | Liste              | Résultats |           |
| Raymond Barbet | PC-SFIC            | 35,68 %   | Ballotage |
|                | SFIO               | 23 %      | Retiré    |
| Fernand Croy   | Union de la Droite | 40,30 %   | Ballotage |

- Second tour

|                | Liste              | Résultats |
| Raymond Barbet | PC-SFIC            | 51 %      |
| Fernand Croy   | Union de la Droite | 47,46 %   |

### Nice
| | Jean Médecin*         | AD         | 24 936 | 65,43    |  |  |  |
| | Paul Deudon (isolé)   | Gauche     | 8 940  | 23,46    |  |  |  |
| | Virgile Barel         | PC-SFIC    | 6 505  | 17,07    |  |  |  |
| | Antoine-René Fabiani  | SFIO       | 2 464  | 6,47     |  |  |  |
| | Léon Scrivano (isolé) |            | 682    | 1,79     |  |  |  |
| |                       |            |        |          |  |  |  |
| Inscrits | Inscrits              | Inscrits   | 47 029 | 100,00 % |  |  |  |
| Abstention | Abstention            | Abstention | 8 917  | 18,96 %  |  |  |  |
| Votants | Votants               | Votants    | 38 112 | 81.04 %  |  |  |  |
| * Maire sortant ** Le total dépasse 100 %. Les électeurs peuvent voter pour des candidats issus de différentes listes, donc pour plusieurs têtes de liste. |                       |            |        |          |  |  |  |

### Paris
Résultats
|  | Liste             | Résultats |
|  | PC-SFIC           | 19,75 %   |
|  | SFIO              | 11,50 %   |
|  | PRRS              | %         |
|  | Liste des droites | 39,50 %   |

### Perpignan
Résultats
|              | Liste                                            | Nombre de voix | Résultats | Sièges    |
|              | PC-SFIC                                          |                | %         | Retiré    |
| Jean Payra   | “Liste socialiste Payra” (SFIO)                  | 4 719          | 43,76 %   | Ballotage |
| Jean Bourrat | "Liste radicale-socialiste Jean Bourrat” (PRRRS) |                | %         | Fusion    |
|              | Liste des droites                                |                | %         | Ballotage |

- Second tour

|            | Nombre de voix                                                   | Résultats | Sièges  |    |
| Jean Payra | “Liste des gauches pour la prospérité de Perpignan” (SFIO-PRRRS) | 6 597     | 66,61 % | 35 |
|            | Liste des droites                                                | 3 306     | 33,38 % |    |

- Premier tour : Inscrits :  14004 Votants :  11034 Exprimés : 10783
- Second  tour : Inscrits : 14004  Votants :  10248 Exprimés : 9903

### Privas
Maire sortant : Clément Faugier (Liste des droites) 1924-1935
Résultats
- Premier tour

|                 | Liste                   | Nombre de voix | Résultats | Sièges |
| Clément Faugier | Liste des droites       | 689            | 56,80 %   | 23     |
| Faure           | Union Républicaine SFIO | 524            | 43,20 %   | 0      |

## Conséquences
Ces résultats sont un des facteurs qui amènent le Parti radical à rejoindre le Front populaire, en vue des élections législatives de 1936, qui seront effectivement remportés par la coalition de gauche.